# Lüdersburg
Lüdersburg er en kommune i den nordlige centrale del af Landkreis Lüneburg i den tyske delstat Niedersachsen, og er en del af Samtgemeinde Scharnebeck.

## Geografi
Lüdersburg ligger omkring 9 km nordøst for Lüneburg, i vestenden af biosfærereservatet Niedersächsische Elbtalaue.

### Inddeling
I kommunen ligger landsbyerne:
- Ahrenschulter,
- Bockelkathen,
- Grevenhorn,
- Jürgenstorf
- Neu-Jürgenstorf.